# Dan Ndoye
Dan Ndoye (Nyon, 25 oktober 2000) is een Zwitsers voetballer die bij voorkeur speelt als vleugelaanvaller. Hij maakte in de zomer van 2023 de overstap van FC Basel naar Bologna FC 1909. Hij is sinds 2022 international van het Zwitsers voetbalelftal.

## Clubcarrière

### FC Lausanne-Sport
Ndoye werd geboren in Nyon als zoon van een Zwitserse moeder en een Senegalese vader. Hij begon met voetballen bij FC La Côte Sports. Al gauw werd hij er opgemerkt door FC Lausanne-Sport, dat hem liet instromen bij de U13. Via het B-team van Lausanne, waarvoor hij in de 1. Liga zeven keer scoorde in 21 wedstrijden, stroomde hij uiteindelijk door naar het eerste elftal. Daarvoor maakte hij op 8 februari 2019 tegen FC Vaduz zijn debuut. Een week later scoorde hij tegen SC Kriens zijn eerste doelpunt voor Lausanne-Sport. Op 20 april scoorde hij tweemaal tegen FC Chiasso. Hij speelde vijftien wedstrijden in zijn eerste halfjaar en kwam daarin tot zes goals.
In zijn enige volledige seizoen bij FC Lausanne-Sport was hij goed voor zeven goals en negen assists in 34 wedstrijden. Hij was een belangrijke reden voor het kampioenschap in de Challenge League en de promotie naar de Super League. 

### OGC Nice
Op 27 januari 2020 tekende Ndoye bij de Franse eersteklasser OGC Nice, dat hem evenwel het seizoen op huurbasis liet uitdoen bij Lausanne. Op 23 augustus debuteerde Ndoye tegen RC Lens voor zijn nieuwe club. Op 5 november scoorde hij in de Europa League-wedstrijd tegen Slavia Praag zijn eerste doelpunt voor OGC Nice. Op 16 december scoorde hij tegen Nîmes Olympique ook zijn eerste competitietreffer voor Nice. Hij speelde 34 wedstrijden en scoorde daarin driemaal, maar werd toch verkocht in de laatste week van de transferperiode.

### FC Basel
Op 31 augustus werd Ndoye voor een jaar verhuurd aan FC Basel. Ndoye maakte zijn debuut op 12 september tegen FC Lugano. Op 30 september scoorde hij in de Europa League-wedstrijd tegen Kairat Almaty zijn eerste doelpunt voor de club. Op 30 oktober scoorde hij tegen FC Zürich zijn eerste competitietreffer voor Basel. Op 4 februari 2022 nam Basel Ndoye definitief over en tekende hij een contract voor vierenhalf jaar tot de zomer van 2026.
In het seizoen 2022/23 bereikte Basel de halve finale van de UEFA Conference League en kwam Ndoye in alle competities tot 54 wedstrijden, zeven goals en vijf assists.

### Bologna
Op 14 augustus 2023 tekende Ndoye bij Serie A-club Bologna, waar hij voor vier seizoenen tekende tot de zomer van 2027. Hier maakte hij op 21 augustus tegen AC Milan zijn debuut. Op 17 december was hij goed voor twee assists in een 2-0 overwinning op AS Roma. Drie dagen later was hij in de achtste finale van de Coppa Italia tegen Internazionale goed voor zijn eerste doelpunt in dienst van Bologna. Op 11 mei 2024 scoorde hij tegen SSC Napoli zijn eerste competitiedoelpunt voor Bologna. 

## Clubstatistieken
| Seizoen         | Club              | Competitie       | Competitie | Competitie | Beker | Beker | Internationaal | Internationaal | Totaal | Totaal |
| Seizoen         | Club              | Competitie       | Wed.       | Dlp.       | Wed.  | Dlp.  | Wed.           | Dlp.           | Wed.   | Dlp.   |
| --------------- | ----------------- | ---------------- | ---------- | ---------- | ----- | ----- | -------------- | -------------- | ------ | ------ |
| 2018/19         | FC Lausanne-Sport | Challenge League | 15         | 6          | –     | –     | –              | –              | 15     | 6      |
| 2019/20         | FC Lausanne-Sport | Challenge League | 30         | 5          | 4     | 2     | –              | –              | 34     | 7      |
| 2020/21         | OGC Nice          | Ligue 1          | 28         | 1          | 1     | 0     | 5              | 2              | 34     | 3      |
| 2021/22         | OGC Nice          | Ligue 1          | 3          | 0          | 0     | 0     | –              | –              | 3      | 0      |
| 2021/22         | FC Basel          | Super League     | 29         | 2          | 2     | 0     | 8              | 2              | 39     | 4      |
| 2022/23         | FC Basel          | Super League     | 32         | 4          | 3     | 2     | 19             | 1              | 54     | 7      |
| 2023/24         | FC Basel          | Super League     | 2          | 1          | 0     | 0     | 2              | 0              | 4      | 1      |
| 2023/24         | Bologna           | Serie A          | 32         | 1          | 2     | 1     | –              | –              | 34     | 2      |
| Carrière totaal | Carrière totaal   | Carrière totaal  | 171        | 20         | 12    | 5     | 34             | 5              | 217    | 30     |

Bijgewerkt tot en met 23 juni 2024.

## Interlandcarrière
Ndoye speelde interlands voor de Zwitserse elftallen onder 18, onder 19 en onder 21. Voor laatstgenoemde scoorde hij tien keer in 26 wedstrijden, slechts drie spelers scoorde meer goals voor het onder 21-elftal.
Op 24 september 2022 maakte Ndoye tegen Spanje voor de Nations League zijn debuut voor Zwitserland. Hij werd op 7 juni 2024 door bondscoach Murat Yakin opgenomen in de definitieve Zwitserse selectie voor het EK 2024 in Duitsland en was in de derde groepswedstrijd tegen Duitsland (1–1) goed voor zijn eerste interlanddoelpunt. Zwitserland overleefde ongeslagen een groep met ook Hongarije en Schotland en won in de achtste finales van Italië (2–0), voordat het in de kwartfinales op strafschoppen werd uitgeschakeld door Engeland. Ndoye kwam op het toernooi in iedere wedstrijd in actie.
1 Skorupski ·
2 Holm ·
3 Posch ·
5 Erlić ·
6 Moro ·
7 Orsolini ·
8 Freuler ·
9 Castro ·
10 Karlsson ·
11 Ndoye ·
14 Iling-Junior ·
15 Casale ·
16 Corazza ·
17 El Azzouzi ·
18 Pobega ·
19 Ferguson  ·
20 Aebischer ·
21 Odgaard ·
22 Lykogiannis ·
23 Bagnolini ·
24 Dallinga ·
26 Lucumí ·
28 Cambiaghi ·
29 De Silvestri ·
30 Domínguez ·
31 Beukema ·
33 Miranda ·
34 Ravaglia ·
80 Fabbian ·
82 Urbański ·
Coach: Italiano
1 Sommer ·
2 Stergiou ·
3 Widmer ·
4 Elvedi ·
5 Akanji ·
6 Zakaria ·
7 Embolo ·
8 Freuler ·
9 Okafor ·
10 Xhaka  ·
11 Steffen ·
12 Mvogo ·
13 Rodríguez ·
14 Zuber ·
15 Zesiger ·
16 Sierro ·
17 Vargas ·
18 Duah ·
19 Ndoye ·
20 Aebischer ·
21 Kobel ·
22 Schär ·
23 Shaqiri ·
24 Jashari ·
25 Amdouni ·
26 Rieder ·
Coach: Yakin